# 寺原自動車学校
株式会社寺原自動車学校（てらばるじどうしゃがっこう）は、熊本市中央区壷川（こせん）にある自動車教習所を運営する企業。TKUテレビ熊本でスポットや自社制作番組のスポンサーとして当校のCMを流している。
野球部は熊本県内有数の強豪であり、一方で、熊本学生野球大会「寺原杯」の主催も行っている。また、毎年春と秋には、教習所を開放して行うイベント「T1フェスタ」を開催しており、当日は県内外からの来場者でにぎわう。

## 取得免許
- 普通自動車免許（第一種・第二種）
- 準中型自動車免許（マニュアル）
- 大型自動二輪免許
- 普通自動二輪免許
- 普通自動二輪（小型限定）免許

## 教習車種
普通免許（第一種・第二種）／準中型
- マツダ アクセラ（マニュアル車）

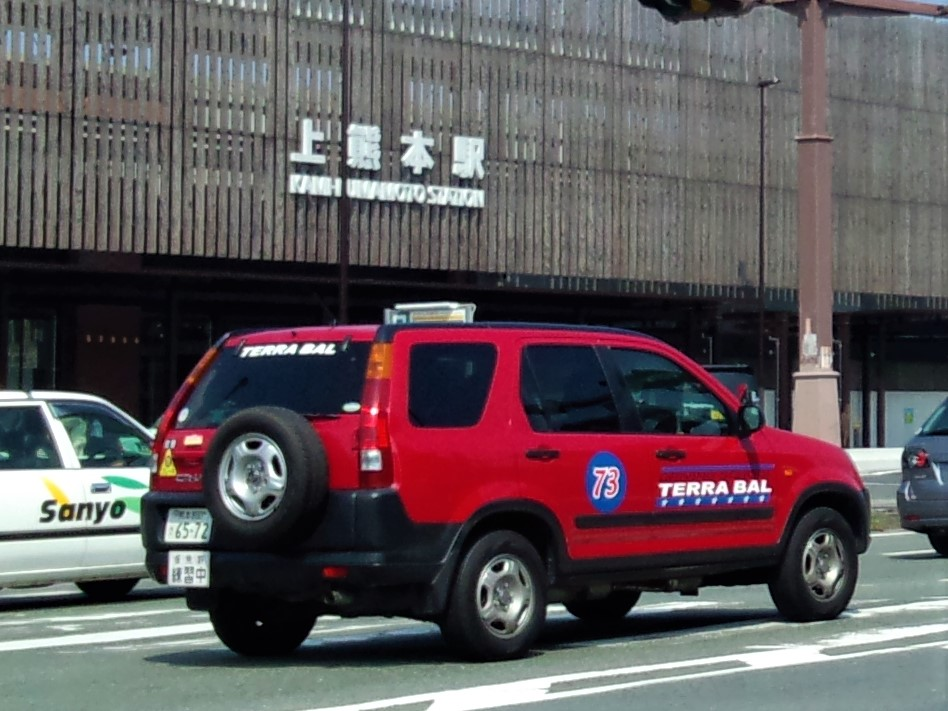
教習車のホンダ CR-V

- マツダ　アクセラ（オートマ車　2019年～）
- ホンダ CR-V（マニュアル車・オートマ車）[5]
- 日野 デュトロ(ダブルキャブ)／：準中型
- いすゞ エルフ／：準中型

バイク
- ホンダ NC750L（マニュアル車）
- ホンダ CB750（マニュアル車）
- ホンダ CB400 super four（マニュアル車）
- ホンダ シルバーウイング400（オートマ車）
- ホンダ CB125F（マニュアル車）
- ヤマハ グランドマジェスティ400（オートマ車）
- スズキ スカイウェイブ400（オートマ車）
- スズキ スカイウェイブ650（オートマ車）
- ハーレーダビッドソン XLH883sportster（マニュアル車）
- ハーレーダビッドソン Street 750（マニュアル車）

## 主催イベント等
- T1フェスタ（年1回春開催）
- T1パークマガジン (季刊誌)
- 熊本学生野球大会･寺原杯
- テラバルカップ フットサル大会
- テラバルカップ 3on3大会
- 寺原ツーリング

## 野球部
寺原自動車学校には野球部があり、2007年度は下記のような実績がある。
- 第51回熊本市民早起き野球大会優勝
- 熊本市おはよう軟式野球大会優勝
- 讀賣旗争奪野球九州・山口大会準優勝

## 提供番組
※すべてTKUテレビ熊本が制作した番組である。
- 若っ人ランド（土曜16:30 - 17:25）
- ハイスクール天国（月曜22:54 - 23:00）